# 紅蜘蛛星雲
紅蜘蛛星雲（Red Spider Nebula），即 NGC 6537，是一個位於人馬座的行星狀星雲。

## 概要
紅蜘蛛星雲中心的白矮星會產生溫度高達10000 K的強烈恆星風，速度達到每秒300公里，產生振幅1千億公里高的震波。這樣的恆星風使星雲的形狀成為獨特的蜘蛛形，並且使星雲擴張。
星雲內白矮星表面溫度預估高達50萬K，超過太陽表面溫度的50倍，是目前已知表面溫度最高的恆星之一。
大規模的震波塑造了雙瓣狀的星雲達到約3000光年遠的距離。
紅蜘蛛星雲和地球的距離目前仍未精確測定，部分天文學家估計約4000光年。

## 外部連結
- Red Spider Nebula at ESA/Hubble
- White dwarf sends ripples through Red Spider Nebula at Space.com
- NASA Astronomy Picture of the Day （页面存档备份，存于）